# Giám mục

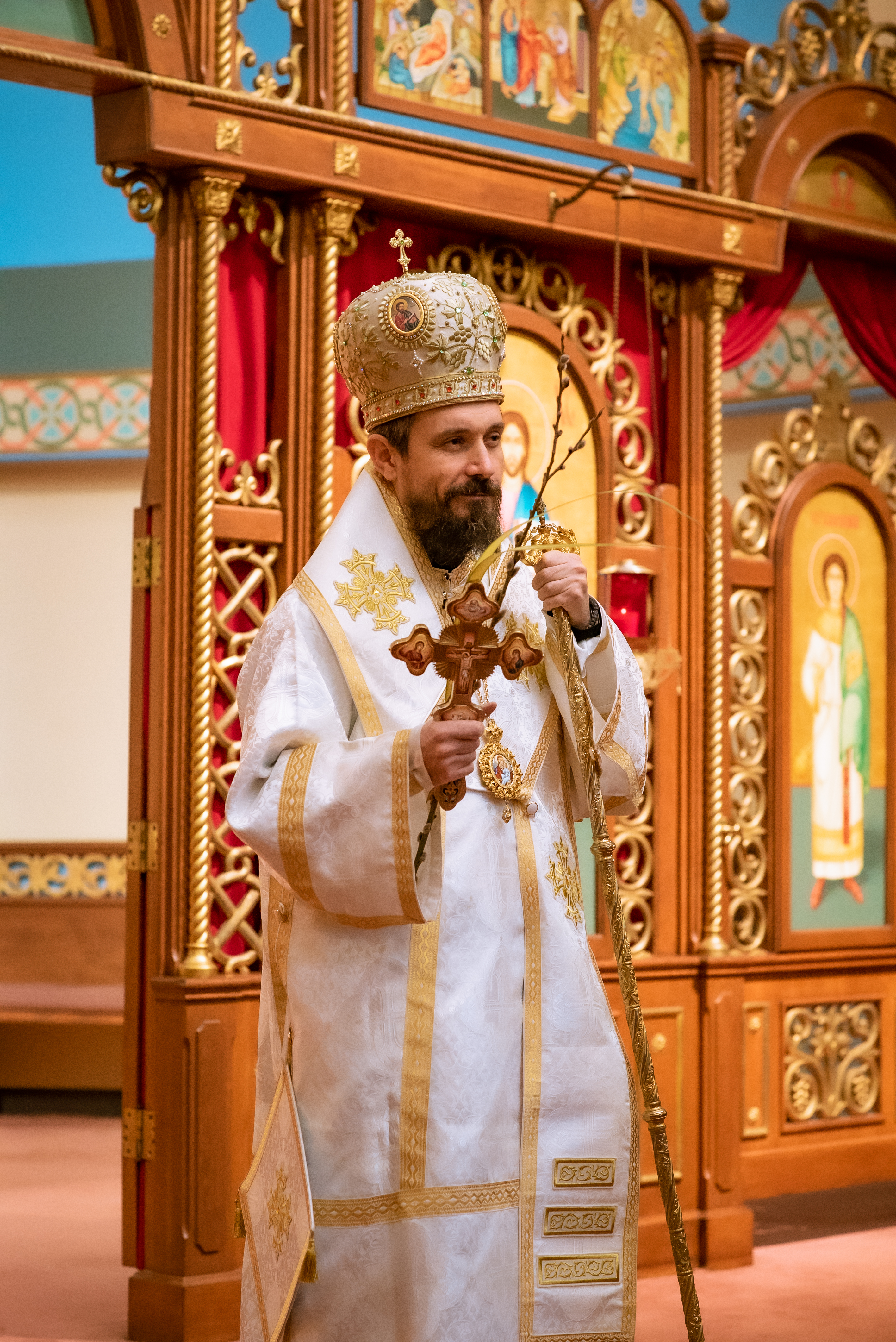
Một vị giám mục

Giám mục hay vít-vồ (gốc từ tiếng Bồ Đào Nha: bispo) là chức sắc được tấn phong trong một số giáo hội thuộc cộng đồng Kitô giáo, nắm giữ các vị trí quan trọng trong giáo hội. Trong Giáo hội Công giáo Rôma, Giám mục là một trong ba chức thánh cơ bản về phẩm trật: Giám mục, linh mục và phó tế. Theo đó, chức Giám mục là cao nhất và tượng trưng cho các tông đồ, trong đó giáo hoàng là tông đồ trưởng, tượng trưng cho Thánh Phêrô. Giám mục do Giáo hoàng chọn và chỉ định qua sự tư vấn của Thánh bộ Giám mục hoặc Thánh bộ Truyền giáo. Giám mục được các quyền: tấn phong chức Giám mục theo sự bổ nhiệm của Giáo hoàng, truyền chức linh mục và phó tế, chấp nhận lời khấn dòng của các tu sĩ, đồng thời có quyền ban tất cả bí tích cho giáo dân. Các Giám mục cũng là những người trực tiếp cùng với Giáo hoàng chia sẻ quyền lực của giáo hội trên toàn cầu để quản trị Giáo hội Công giáo Rôma.
Địa khu của một vị giám mục là giáo phận, gồm nhiều giáo xứ.

## Từ nguyên
Tương đương của từ "Giám mục" trong các ngôn ngữ Tây phương có nguồn gốc từ episkopos (επισκοπος) của tiếng Hy Lạp, có nghĩa là người cai quản, người chăm sóc, người canh giữ hoặc quản đốc. Trong tiếng Anh, những từ episcopacy, episcopate và episcopal đều bắt nguồn từ episkopos. Trong tiếng Việt, từ Giám mục cũng có nghĩa tương tự: "giám" nghĩa là trông chừng, "mục" nghĩa là chăn dắt.

## Giám mục trong Tân Ước
Từ episkopos xuất hiện trong Tân Ước năm lần:
- Công vụ Tông Đồ 20. 28[2]
- Thư gửi tín hữu ở Philípphê 1.1[3]
- Thư thứ nhất gửi Timôthê 3.2[4]
- Thư gửi ông Titô 1.7-9[5]
- Thư thứ nhất của Phêrô 2. 25[6] a

Không thể tìm thấy trong ký thuật của các sách phúc âm sự uỷ nhiệm của Chúa Giê-su cho các Giám mục (vì thời đó giáo hội còn quá nhỏ, chưa cần thiết lập ra chức vụ này), nhưng chức vụ này được hình thành do nhu cầu của hội thánh đang tăng trưởng mạnh suốt trong thế kỷ thứ nhất và thế kỷ thứ hai. Những phần khác nhau của Tân Ước đề cập đến chức vụ Giám mục (episkopoi) như là sự miêu tả những chuẩn mực dành cho một chức vụ đã có sẵn, có thể thấy những chuẩn mực này (đặc biệt trong Thư của Titô) tương đồng với các tiêu chí dành cho chức vụ trưởng lão (πρεσβυτερος; tiếng Anh: presbyter), hoặc linh mục (priest). Thư gởi Timothy có nhắc đến chức vụ chấp sự (διακονοι; tiếng Anh: deacon) theo gợi ý đó là chức vụ khác với Giám mục và ở vị trí thấp hơn, nhưng cũng phải đáp ứng những chuẩn mực tương tự.
Trong sách Công vụ các Sứ đồ, Giám mục được nhắc đến như là người chăn chiên, hình ảnh này vẫn được sử dụng phổ biến cho đến ngày nay. Những phần khác trong Tân Ước miêu tả Giám mục là người chăm sóc, lãnh đạo hoặc quản trị, và dạy dỗ. 1Timôthê đòi hỏi Giám mục phải là "chồng của một vợ", vẫn chưa có sự đồng thuận liệu giáo huấn này cấm chế độ đa thê hay yêu cầu Giám mục phải lập gia đình theo chế độ một chồng một vợ. Tuy nhiên, rõ ràng là Tân Ước không cấm đoán Giám mục kết hôn và có con cái. Hình mẫu nổi tiếng nhất cho trường hợp này là Sứ đồ Peter, ông lập gia đình; cũng không tìm thấy trong Tân Ước tập quán sống độc thân dành cho Giám mục.
Điều đáng lưu ý là Peter (Phêrô) miêu tả Chúa Giê-su là "Đấng Chăn chiên và mục tử của linh hồn" (τον ποιμενα και επισκοπον των ψυχων υμων).
Mặc dù Giám mục là nhà lãnh đạo tinh thần trong hội thánh, nhưng theo lời dạy của Chúa Giê-su, người đảm nhiệm chức vụ lãnh đạo cũng được xem là người phục vụ những người khác: "Kẻ nào muốn làm đầu, thì sẽ làm tôi mọi các ngươi", Phúc âm Matthew 20.27, và "còn ai trong các ngươi muốn làm đầu, thì sẽ làm đày tớ mọi người." Phúc âm Mark 10.44.

## Các Giáo phụ
Vào đầu thế kỷ thứ nhất, hội thánh khởi sự kiện toàn hệ thống tổ chức. Theo các tác phẩm của các Giáo phụ, đặc biệt là thánh Inhaxiô thành Antiochia, vai trò của Giám mục ngày càng trở nên quan trọng.
- "Vì vậy chúng ta phải xem các Giám mục như chính Chúa vậy" – Thư Inhaxiô gởi tín hữu ở Êphêxô 6.1
- "Do đó, như Chúa đã không làm được gì mà không có Cha Ngài, (vì Ngài với Cha Ngài là một), bởi chính Ngài hoặc bởi các Sứ đồ, chúng ta cũng không làm được gì mà không có Giám mục và các trưởng lão" – Thư Ignatius gởi Magnesians 7.1
- "Hãy vâng phục Giám mục và vâng phục lẫn nhau, như Chúa Giêsu Kitô vâng phục Cha (theo phần xác), như các Tông đồ vâng phục Chúa Kitô và Chúa Cha, để chúng ta có thể hiệp nhất cả phần xác và tâm linh." Thư Ignatius gởi Magnesians 13.2

Trong giai đoạn này, tại mỗi trung tâm truyền giáo của hội thánh có một Giám mục lãnh đạo với sự hỗ trợ của một hội đồng trưởng lão (nay đã được xác định ở vị trí thấp hơn) và nhiều chấp sự. Khi hội thánh phát triển càng hơn, những nhà thờ mới tại các thành phố quan trọng bắt đầu có Giám mục cho riêng mình, trong khi những nhà thờ ở vùng phụ cận chỉ có các trưởng lão và các chấp sự được gởi đến từ nhà thờ của Giám mục. Như vậy, dần dà theo thời gian, chức vụ Giám mục thay đổi từ vai trò lãnh đạo một nhà thờ trở nên người lãnh đạo nhiều nhà thờ trong một khu vực địa lý.
Đến cuối thế kỷ thứ 2 và đầu thế kỷ thứ 3, Hippolytus thành La Mã miêu tả những đặc điểm khác của chức Giám mục, đó là "Spiritum primatus sacerdotii habere potestatem dimittere peccata": là chức sắc cao cấp với chức năng hiến tế và quyền tha tội.

## Giám mục và Nhà nước
Cơ cấu tổ chức hiệu quả của Đế quốc La Mã là hình mẫu cho giáo hội trong thế kỷ thứ 4, nhất là sau khi ban hành Chiếu chỉ Milano (năm 313, chấm dứt bách hại hội thánh). Khi giáo hội ra khỏi bóng tối và trở nên một thực thể được công nhận thì cần có những tài sản như đất đai và hệ thống chức sắc. Năm 391, Theodius I ra lệnh hoàn trả tất cả đất đai của giáo hội đã bị tịch biên trước đó.
Thẩm quyền và mục vụ Giám mục thường được hành xử trong phạm vi một giáo phận, theo mô hình của Đế quốc La Mã thời trị vì của Diocletian. Khi chính quyền La Mã mất quyền lực ở phần phía Tây của đế quốc, giáo hội nắm bắt cơ hội và bắt đầu hành xử thẩm quyền trong các vấn đề hành chính. Điều này có thể nhận thấy rõ ràng trong thời trị vì của hai Giáo hoàng: Giáo hoàng Leo I trong thế kỷ thứ 5, và Giáo hoàng Gregory I trong thế kỷ thứ 6. Cả hai vị này đều hành xử như những chính khách và nhà lãnh đạo công quyền song hành với các mục vụ Cơ Đốc như mục tử, giảng dạy và cai quản hội thánh. Ở phương Đông, chính quyền không bị sụp đổ như ở phương Tây, vì vậy các Giám mục không có nhiều cơ may để thu đoạt quyền lực thế tục như xảy ra ở phương Tây. Dù vậy, vai trò của các Giám mục phương Tây nắm giữ thẩm quyền dân sự, thường được gọi là Giám mục vương quyền (prince bishop), tiếp tục kéo dài suốt thời kỳ Trung Cổ.

### Giám mục Vương quyền
Quan trọng hơn hết trong số các Giám mục vương quyền là Giáo hoàng, trị vì vương triều của Nhà nước Giáo hoàng (Papal States) trong cương vị Giám mục thành Rôma. Quyền cai trị lãnh địa này dựa trên sự ban tặng của Constantine (Donation of Constantine). Vẫn chưa có sự đồng thuận về tính xác thực của văn kiện này, vì văn kiện bị cho là giả mạo, được làm ra trong quãng thời gian 750–850. Trong thực tế, thẩm quyền này phát triển dần theo thời gian sau sự sụp đổ của chính quyền La Mã và chính quyền Byzantine. Nhà nước Giáo hoàng bị huỷ bỏ khi vua Victor Emmanuel II của Ý chiếm thành La Mã năm 1870 và hoàn tất công cuộc thống nhất nước Ý. Động thái này trở nên nguyên nhân gây ra tình trạng căng thẳng thường xuyên giữa các Giáo hoàng và chính quyền nước Ý. Năm 1929, Giáo hoàng Pius XI đạt được một thoả thuận với chính quyền Phát-xít của Benito Mussolini để có được lãnh thổ Vatican độc lập, sau khi chấp nhận từ bỏ các lãnh thổ khác của Nhà nước Giáo hoàng. Hoà ước Lateran (năm 1929) công nhận vương quyền độc lập của Giáo hoàng, và thẩm quyền ấy được duy trì cho đến ngày nay.
Có ba Giám mục cao cấp phục vụ trong cương vị Tuyển hầu tước (Elector) trong Thánh chế La Mã. Theo chiếu chỉ của Hoàng đế Karl IV của Thánh chế La Mã (Golden Bull năm 1356), các tổng Giám mục Mainz, Trier và Köln đương nhiên là các tuyển hầu tước thường trực, có quyền tuyển cử hoàng đế của Thánh chế La Mã.
Trong thời kỳ Trung Cổ, các Giám mục thường phục vụ các vua chúa Âu châu trong cương vị tể tướng, người đứng đầu ngành tư pháp, và tuyên uý trưởng. Hầu như tất cả quan chưởng ấn (Lord Chancellor) của triều đình Anh đều do các Giám mục đảm nhiệm cho đến khi Hồng y Thomas Wolsey bị bãi chức bởi vua Henry VIII của Anh. Tương tự, chức vụ Kanclerz (đồng nghĩa với Chancellor trong tiếng Anh) ở Ba Lan luôn luôn được nắm giữ bởi các Giám mục cho đến thế kỷ 16.
Tại Pháp, trước cuộc Cách mạng Pháp, đại diện của giới tăng lữ - trong thực tế là các Giám mục và viện trưởng các tu viện lớn – là một thành phần trong Thượng viện (First Estate) của Quốc hội Pháp (Estates-General) trong chế độ quân chủ chuyên chế, cho đến khi thể chế này bị huỷ bỏ khi bùng nổ cuộc Cách mạng Pháp.
Trong khi đó, các Giám mục lãnh đạo vẫn tiếp tục duy trì vị trí của mình trong Viện Quý tộc của Quốc hội Anh, đại diện cho giáo hội quốc giáo (established church). Trong quá khứ, Giám mục giáo phận Durham, cũng là một Giám mục vương quyền (prince bishop), hành xử thẩm quyền dân sự ở phía bắc của giáo phận - quyền đúc tiền, thu thuế và thành lập quân đội chống lại người Scotland. Các Giám mục, cũng như giới tăng lữ thuộc Giáo hội Chính thống giáo Đông phương, không được phép nắm giữ các chức vụ công quyền, với một vài ngoại lệ khi xảy ra tình trạng hỗn loạn trong chính trường. Một thí dụ được tìm thấy gần đây là trường hợp Tổng Giám mục Makarios III của Síp đã làm Tổng thống Cộng hoà Síp từ năm 1960 đến 1977.

### Giám mục trong Nội chiến Anh

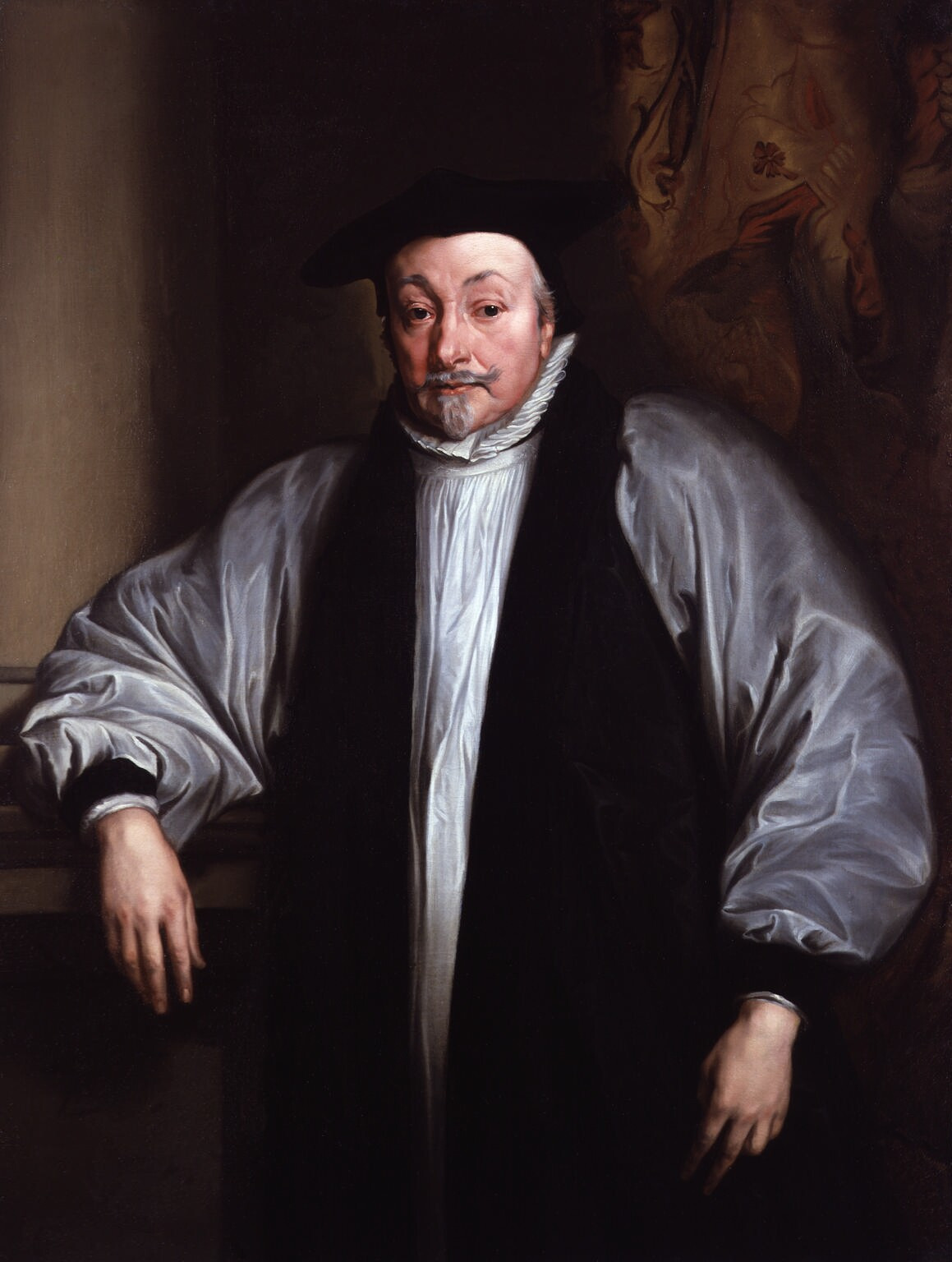
William Laud, Đức Tổng Giám mục xứ Canterbury thời vua Charles I.

Trong giai đoạn nội chiến, vai trò của các Giám mục - tham gia tích cực vào các vấn đề chính trị và bảo vệ quốc giáo - trở nên một vấn đề gây tranh cãi gay gắt. John Calvin xây dựng học thuyết Trưởng Lão (Presbyterianism), cho rằng trong Tân Ước chức vụ trưởng lão (presbyter) và Giám mục (episkopos) là một; ông cũng bác bỏ quyền kế thừa tông đồ (apostolic succession). John Knox, một môn đồ của Calvin, truyền bá học thuyết Trưởng Lão đến Scotland khi Giáo hội Scotland được thành lập năm 1560. Học thuyết này dành cho tín hữu, thông qua các uỷ ban trưởng lão, tiếng nói quyết định trong việc điều hành giáo hội, trái với việc tín hữu bị cai trị bởi hệ thống tăng lữ.
Học thuyết Trưởng Lão giới thiệu một nền dân chủ sơ khai vào thể chế của giáo hội cùng lúc với cuộc tranh chấp quyền lực giữa Quốc hội và Vương quyền Anh. Một thành phần trong Giáo hội Anh giáo tìm cách huỷ bỏ thể chế Giám mục và tái cấu trúc giáo hội theo thể chế trưởng lão. Luận văn Martin Marprelate, đả kích các chức sắc cao cấp, bác bỏ và chế giễu chức Giám mục đã khiến Nữ hoàng Elizabeth I của Anh và Tổng Giám mục thành Canterbury John Whitgift tức giận.
Vua James I của Anh phản ứng lại sự lăng mạ của các thần dân Scotland theo Trưởng Lão bằng cách chấp nhận khẩu hiệu "Không có Giám mục, không có Vua"; nhà vua đồng nhất thẩm quyền Giám mục với vương quyền, và xem mọi sự phản bác quyền Giám mục là tấn công vào vương triều. Sự xung đột lên đến đỉnh điểm khi vua Charles I của Anh bổ nhiệm William Laud làm Tổng Giám mục Canterbury; Laud tấn công phong trào Trưởng Lão và tìm cách áp đặt nghi thức Anh giáo trên tất cả giáo hội. Cuối cùng Laud bị luận tội vì cáo buộc phản quốc và bị xử tử. Charles I cũng cố áp đặt thể chế Giám mục trên xứ Scotland nhưng gặp phải sự chống đối của dân bản xứ, dẫn đến cuộc Chiến tranh Giám mục từ năm 1639 đến năm 1640.
Đỉnh cao quyền lực của phong trào Thanh giáo thể hiện trong thời kỳ Cộng hoà (the Commonwealth) dưới sự lãnh đạo của Oliver Cromwell, thể chế Giám mục bị huỷ bỏ trong Giáo hội Anh năm 1649, cho đến khi vương quyền được phục hồi năm 1660 khi Charles II của Anh lên ngôi.

## Công giáo, Chính thống giáo và Anh giáo
Trong khi nhiều giáo hội thuộc cộng đồng Kháng Cách bác bỏ vị trí của Giám mục trong cấu trúc lãnh đạo giáo hội, một số giáo hội bắt rễ sâu trong truyền thống vẫn duy trì việc tấn phong Giám mục để lãnh đạo giáo hội. Giám mục thủ giữ vai trò lãnh đạo trong các giáo hội Công giáo Rôma, Chính thống giáo Đông phương, Chính thống giáo Cựu Đông phương, Cảnh giáo, Cộng đồng Anh giáo và các Giáo hội Công giáo Độc lập (trong đó có Công giáo Cổ).
Vai trò truyền thống của Giám mục là người chăn dắt hay mục tử (pastor) cho một giáo phận. Các giáo phận khác nhau đáng kể về diện tích và dân số. Một số giáo phận lâu đời quanh Địa Trung Hải tương đối nhỏ hẹp, trong khi các giáo phận mới phát triển như khu vực Hạ Sahara ở Phi châu, Nam Mỹ và vùng Viễn Đông, rộng lớn và đông giáo dân hơn.

#### Thượng phụ
Thượng phụ (Patriarch) là người đứng đầu một giáo hội độc lập nhất định nào đó, có thể bao gồm nhiều giáo tỉnh hợp lại. Trong một thời gian dài ban đầu chỉ có 5 Tòa Thượng phụ cổ là: Roma, Constantinopolis, Alexandria, Antiochia và Jerusalem. Một số vị Thượng phụ (đặc biệt là trong truyền thống Armenia và Lưỡng Hà - Ba Tư) cũng được gọi là Catholicos (số nhiều: Catholicoi). Thượng phụ Chính thống giáo Copt thành Alexandria, Ai Cập cũng mang tước vị là Papa (nghĩa gốc là "cha").

#### Giáo trưởng
Giáo trưởng (Primate) thường là Giám mục của giáo phận lâu đời nhất tại một quốc gia. Đôi khi, chức danh này có quyền hạn cao hơn Giám mục đô thành, nhưng thường chỉ là một chức vụ danh dự. Danh hiệu Giám mục chủ tịch (Presiding bishop) dành cho người đứng đầu giáo hội Anh giáo tại một quốc gia nhưng không luôn luôn ràng buộc với một Tòa Giám mục nhất định nào đó như tước vị Giáo trưởng.

#### Giám mục đô thành
Đô thành trưởng (Metropolitan) hay (Tổng) Giám mục đô thành là Giám mục của một Đô thành (Metropolis) - là thành phố có ý nghĩa quan trọng trong Giáo tỉnh (ecclesiastical province là khu vực bao gồm (tổng) giáo phận đô thành đó và các giáo phận lân cận). Trong Giáo hội Công giáo Rôma, đô thành trưởng luôn là Tổng Giám mục và có một số thẩm quyền nhất định trong việc cai quản giáo tỉnh.

#### Tổng Giám mục
Tổng Giám mục (Archbishop) là vị Giám mục của một Tổng giáo phận, đây thường là giáo phận có vị trí quan trọng trong lịch sử giáo hội tại địa phương. Tổng Giám mục có thể là chính tòa hoặc hiệu tòa. Trong Giáo hội Công giáo Rôma, cho dù hầu hết các Tổng Giám mục là đô thành trưởng nhưng bản thân chức danh Tổng Giám mục thì thuần túy chỉ có tính danh dự và không mang thêm thẩm quyền hành xử nào khác. Ngược lại, trong Cộng đồng Anh giáo, Tổng Giám mục là một chức vụ có thẩm quyền đặc biệt.

#### Giám mục chính tòa
Giám mục chính tòa (Diocesan bishop) đảm nhận trách nhiệm chính coi sóc một Giáo hội riêng biệt địa phương, hay Giáo phận.

#### Giám mục Hiệu tòa
Giám mục Hiệu tòa (Titular bishop) là Giám mục không có giáo phận. Chính xác hơn, vị Giám mục này đứng đầu một giáo phận chỉ có trên danh nghĩa (titular see), thường là một thành phố cổ đã từng có tòa Giám mục, vì lý do nào đó nay không còn. Giám mục hiệu tòa thường thực hiện nhiệm vụ là một Giám mục phụ tá. Trong Công giáo Rôma, Giám mục hiệu tòa nếu không là Giám mục phụ tá thì thường là sứ thần Tòa thánh hoặc người đứng đầu một cơ quan trong Giáo triều. Trong Giáo hội Chính thống Đông phương thuộc quyền Thượng phụ Đại kết Constantinopolis, Giám mục của một giáo phận mới thiết lập thường mang thêm tước vị hiệu tòa bên cạnh tước vị chính của tòa mới đó (ví dụ Tổng Giám mục Thyateira và Anh quốc, trong đó Thyateira là tên tòa thời cổ còn Anh quốc mới là phạm vi thực của giáo phận).

#### Giám mục Phó
Giám mục Phó (Coadjutor bishop) có quyền kế vị Giám mục chính tòa đương nhiệm nếu vị này mãn nhiệm (về hưu, thuyên chuyển nhiệm vụ hoặc qua đời). Việc bổ nhiệm chức danh này nhằm mục đích bảo đảm sự liên tục trong cơ cấu lãnh đạo giáo hội.

#### Giám mục Phụ tá
Giám mục Phụ tá (Auxiliary bishop) là người phụ tá cho Giám mục chính tòa của giáo phận, không nhất thiết là sẽ kế vị chức Giám mục chính tòa. Tất cả Giám mục phụ tá đều là Giám mục hiệu toà, thường được bổ nhiệm làm tổng đại diện (vicar general) giáo phận.

#### Giám mục Phụ cận
Giám mục Phụ cận (Suffragan bishop) trong Giáo hội Công giáo Rôma là Giám mục dưới quyền Tổng Giám mục đô thành trong một vài vấn đề nhất định, chức danh này dành cho tất cả các Giám mục chính tòa, phó và phụ tá trong giáo tỉnh của vị đô thành trưởng đó. Cộng đồng Anh giáo lại có cách sử dụng khác: chức danh này được áp dụng cho những người trợ tá Giám mục chính tòa, ví dụ Giám mục Fulham, Giám mục Edmonton và 3 vị trí Giám mục khác là các Giám mục phụ cận đối với Giám mục (chính tòa) London, thuộc cùng giáo phận London. Giám mục phụ cận của Anh giáo thường được giao nhiệm vụ cai quản một khu vực nào đó trong giáo phận (ví dụ trường hợp Giám mục Edmonton và 3 Giám mục khác đã nhắc tới ở trên) hoặc đóng vai trò trợ tá cho Giám mục chính tòa trên phạm vi toàn địa phận (trường hợp Giám mục Fulham) - trường hợp sau tương tự như chức Giám mục phụ tá trong Công giáo và Chính thống giáo.

#### Hồng y
Hồng y (Cardinal), thường nhưng không nhất thiết phải là Giám mục (ví dụ như hai nhà thần học - linh mục Dòng Tên Henri de Lubac và Avery Dulles), là thành viên của Hồng y đoàn, trong đó những vị dưới 80 tuổi có quyền bầu Giáo hoàng trong Mật nghị Hồng y của Giáo hội Công giáo.
Theo thể chế Giám mục, chỉ có Giám mục mới có quyền tấn phong Giám mục, linh mục hoặc Phó tế (deacon).
Giám mục được tấn phong bởi các Giám mục khác, tuỳ theo mỗi giáo hội, có thể cần có hai hoặc ba Giám mục tham gia lễ tấn phong. Theo giáo lý Công giáo Rôma, mỗi Giám mục đều có quyền tấn phong Giám mục cho linh mục khi được Giáo hoàng cho phép, ngoài ra, bất cứ sự tấn phong Giám mục nào không được Giáo hoàng phê chuần thì cả người được tấn phong và vị Giám mục chủ phong đều bị vạ tuyệt thông tiền kết.
Có những cách khác nhau trong các giáo hội để chọn ứng viên cho chức Giám mục. Trong Giáo hội Công giáo Rôma ngày nay, Bộ Giám mục (Congregation for Bishops) xem xét việc tuyển chọn tân Giám mục để Giáo hoàng phê chuẩn. Trong hầu hết các giáo hội Chính Thống, tín hữu và linh mục được phép có tiếng nói, theo các mức độ khác nhau, về tiến trình tuyển chọn Giám mục.
Giáo hoàng, ngoài chức danh Giám mục Rôma và là lãnh tụ Giáo hội Công giáo Rôma, còn là Thượng phụ Giáo hội Latin. Các Giám mục Giáo hội Latin chỉ chịu trách nhiệm trước Giáo hoàng, không phải với các Giám mục khác ngoại trừ Tổng Giám mục đô thành là cấp trên trực tiếp của họ.
Giám mục Công giáo, Anh giáo và Chính thống giáo tuyên xưng họ là một phần trong chuỗi liên tục các Giám mục được tấn phong kể từ thời kỳ các tông đồ, đó là quyền kế thừa tông đồ (apostolic succession). Chiếu theo chỉ dụ Apostolicae Curae năm 1896 của Giáo hoàng Leo XIII, Giáo hội Công giáo Rôma cho rằng hệ thống chức sắc Anh giáo là không xứng hiệp vì giáo hội này đã thay đổi nghi lễ tấn phong.
Trong những thập niên gần đây, một số giáo phận thuộc Cộng đồng Anh giáo khởi sự tấn phong nữ Giám mục. Nữ Giám mục Anh giáo đầu tiên là Barbara Clementine Harris, được tấn phong năm 1989.

## Các giáo hội khác
Một số giáo hội như Lutheran, Giám Lý và Mormon cũng có Giám mục, nhưng vai trò và chức năng của Giám mục trong các giáo hội này khác biệt đáng kể với Công giáo, Chính thống giáo và Anh giáo. Trong một số cộng đồng Kháng Cách, chức vụ tương đương với Giám mục được gọi là mục sư.

### Giáo hội Tin Lành Lutheran Mỹ
Trong Giáo hội Tin Lành Lutheran Mỹ (the Evangelical Lutheran Church in America), giáo phái Luther lớn nhất Hoa Kỳ, có nguồn gốc từ các giáo hội quốc giáo ở Bắc Âu (tương tự Giáo hội Anh), Giám mục được tuyển chọn bởi hội đồng giáo hạt (cấu thành bởi đại biểu của tín hữu và mục sư), có nhiệm kỳ 6 năm, có thể được tái bổ nhiệm. Các Giám mục chịu trách nhiệm phong chức mục sư, bổ chức các chức viên chấp sự, phê chuẩn việc chuyển đổi mục sư giữa các giáo đoàn, duy trì việc giảng dạy giáo huấn của Martin Luther và Hiến chương của giáo hội. Giám mục trưởng của giáo hội được tuyển chọn cho nhiệm kỳ duy nhất kéo dài 6 năm, đảm trách việc tấn phong Giám mục, chủ toạ đại hội đồng giáo hội triệu tập mỗi hai năm. Một cấu trúc tương tự cũng được áp dụng cho Giáo hội Luther Tin Lành Canada.

### Giáo hội Giám lý Hiệp nhất
Trong Giáo hội Giám lý Hiệp nhất (United Methodist Church), các Giám mục phục vụ như là những viên chức giáo hội để thi hành mục vụ và cai quản hội thánh. Giám mục được tuyển chọn trong số các mục sư, được bầu phiếu bởi đại biểu hội nghị giáo hạt, được tấn phong bởi các Giám mục theo nghi thức đặt tay. Trong Giáo hội Giám Lý Hiệp nhất, chỉ có Giám mục được trao quyền tấn phong Giám mục và mục sư. Trong số các chức năng của Giám mục có tấn phong và cử mục sư đến quản nhiệm tại các nhà thờ địa phương, chủ toạ các buổi họp của các hội đồng thường niên, hội đồng tư pháp và đại hội đồng, cung ứng tiện nghi mục vụ cho các mục sư thuộc quyền cùng bảo vệ giáo lý và kỷ cương của giáo hội. Nhiệm kỳ của Giám mục tại các giáo hạt thuộc Giáo hội Giám Lý Hiệp nhất là bốn năm, có thể kéo dài ba nhiệm kỳ trước khi nghỉ hưu hoặc được bổ nhiệm sang giáo hạt khác. Phụ nữ có thể đảm nhiệm chức vụ này, Mục sư Marjorie Matthews là phụ nữ đầu tiên được tấn phong Giám mục năm 1980. John Wesley đã bổ nhiệm Thomas Coke làm "Tổng Quản nhiệm" và hướng dẫn rằng Francis Asbury nên được bổ nhiệm vào một chức vụ tương tự tại Hoa Kỳ trong năm 1784 sau khi Giáo hội Giám Lý (Methodist Episcopal Church) trở nên giáo phái độc lập với Giáo hội Anh. Sau đó, Coke trở về Anh Quốc, trong khi Asbury trở nên trụ cột cho giáo hội tân lập trên vùng đất mới. Lúc đầu, chính Asbury cũng không muốn nhận mình là Giám mục, nhưng dần dà ông chấp nhận danh hiệu được giáo hội thiết lập.
Trong số những Giám mục được biết đến nhiều nhất trong Giáo hội Giám Lý Hiệp nhất có Thomas Coke, Francis Asbury, Richard Whatcoat, Philip William Otterbein, Martin Boehm, Jacob Albright, John Seybert, Matthew Simpson, John Stamm, William Ragsdale Cannon, Marjorie Matthews, Leontine T. Kelly, William B. Oden, Ntambo Nkulu Ntanda, William Willimon và Thomas Bickerton.
Mặc dù đã thiết lập chức Giám mục ngay từ đầu thế kỷ 19, khi Phong trào Giám Lý chính thức tách khỏi Giáo hội Anh, chức vụ này nay không còn tồn tại trong cộng đồng Giám Lý tại Anh.

### Giáo hội Giám nhiệm Giám lý Cơ Đốc
Trong Giáo hội Giám nhiệm Giám lý Cơ Đốc (Christian Methodist Episcopal Church), Giám mục đảm nhiệm công việc cai quản giáo hội, được bầu chọn bởi các đại biểu và được thi hành chức vụ cho đến khi về hưu ở tuổi 74. Giám mục chịu trách nhiệm bổ nhiệm mục sư đến phục vụ tại các giáo đoàn trong cương vị quản nhiệm, cử hành lễ phong chức và bảo vệ giáo lý và kỷ cương của hội thánh. Đại hội đồng, được triệu tập bốn năm một lần, cấu thành bởi con số ngang bằng nhau của đại biểu của giới chức sắc và tín hữu. Nhiệm kỳ của Giám mục kéo dài bốn năm. Phụ nữ có thể được bầu chọn vào chức vụ này.

### Khác
Trong một vài giáo phái Ngũ Tuần cũng như trong một số giáo đoàn độc lập, thuật ngữ này áp dụng cho chức danh quản nhiệm (người lãnh đạo các giáo đoàn địa phương, không phân biệt nam nữ). Cách sử dụng này khá phổ biến trong các giáo phái của người Mỹ gốc Phi ở Hoa Kỳ. Trong Giáo hội Scotland, theo thể chế Trưởng Lão, từ "Giám mục" dùng để chỉ mục sư, thường là quản nhiệm giáo sở, coi sóc những người đang được đào tạo cho chức vụ mục sư.

### Ấn phẩm
- Ignatius of Antioch, Epistles of to the Ephesians, Magnesians, Trallesians, and Smyrnans, Lightfoot, trans., Harmer, ed. (Kessinger, 1891/2003). ISBN 0-7661-6498-5
- Mathews, James, Set Apart To Serve: The Role of the Episcopacy in the Wesleyan Tradition (Nashville: Abingdon, 1985).
- Moede, Gerald, The Office of Bishop in Methodism: Its History and Development (Nashville: Abingdon, 1965).